# Oskari Friman
Oskari Friman (Finlandia, 27 de enero de 1893-Leningrado, 19 de octubre de 1933) fue un deportista finlandés especialista en lucha grecorromana donde llegó a ser campeón olímpico en Amberes 1920.

## Carrera deportiva
En los Juegos Olímpicos de 1920 celebrados en Amberes ganó la medalla de oro en lucha grecorromana estilo peso pluma, por delante de su compatriota Heikki Kähkönen (plata) y del sueco Fritiof Svensson (bronce).